# Diecezja Spokane
Diecezja Spokane (łac. Dioecesis Spokanensis, ang. Diocese of Spokane) jest diecezją Kościoła rzymskokatolickiego we wschodniej części stanu Waszyngton.

## Historia
Diecezja została kanonicznie erygowana 17 grudnia 1913 roku przez papieża Piusa X. Wyodrębniono ją z terenów ówczesnej diecezji Seattle. Pierwszym ordynariuszem został ks. Augustine Francis Schinner (1863-1937), dotychczasowy biskup Superior w Wisconsin. 23 czerwca 1951 diecezja utraciła część terenów na rzecz nowo utworzonej diecezji Yakima. Tego samego dnia powołana została również do życia nowa prowincja kościelna obejmująca cały stan Waszyngton, z siedzibą w Seattle. Budowę kościoła, który w 1913 stał się katedrą diecezjalną, ukończono w roku 1903.

## Ordynariusze
- Augustine Francis Schinner (1914–1925)
- Charles Daniel White (1926–1955)
- Bernard Joseph Topel (1955–1978)
- Lawrence Harold Welsh (1978–1990)
- William Skylstad (1990–2010)
- Blase Cupich (2010–2014)
- Thomas Daly (od 2015)